# Заостровье (Волховский район)
Заостро́вье — деревня в Потанинском сельском поселении Волховского района Ленинградской области.

## История
Деревня Заостровье упоминается на карте Санкт-Петербургской губернии Ф. Ф. Шуберта 1834 года.

ЗАОСТРОВЬЕ — деревня принадлежит майору Каменскому, число жителей по ревизии: 22 м. п., 26 ж. п. (1838 год)

Деревня Заостровье отмечена на карте Ф. Ф. Шуберта 1844 года.

ЗАОСТРОВЬЕ (ПОДЯНЦЕВО) — деревня господина Каменского и Путятиной, по просёлочной дороге, число дворов — 7, число душ — 16 м. п. (1856 год)

ЗАОСТРОВЬЕ (ПОДЬЯНЦОВО) — деревня казённая при Ладожском озере, число дворов — 13, число жителей: 36 м. п., 44 ж. п. (1862 год)

В 1869—1870 годах временнообязанные крестьяне деревни выкупили свои земельные наделы у А. И. Цветкова и стали собственниками земли.
Согласно епархиальным сведениям 1899 года деревня относилась к приходу церкви Рождества Богородицы Вороновского погоста.
В конце XIX — начале XX века деревня административно относилась к Шахновской волости 3-го стана Новоладожского уезда Санкт-Петербургской губернии.
По данным «Памятной книжки Санкт-Петербургской губернии» за 1905 год существовали три деревни Заостровье входящих в состав Кириковского сельского общества: Заостровье (Буткев.), Заостровье (государственное) и Заостровье (Унков.).
На карте Петербургской губернии издания 1922 года упоминается одна деревня Заостровье.
По данным 1933 года деревня Заостровье в составе Пашского района Ленинградской области не числилась.

Деревня Заостровье на карте 1940 года

По данным 1966 и 1973 годов деревня Заостровье входила в состав Кириковского сельсовета.
По данным 1990 года деревня деревня Заостровье входила в состав Потанинского сельсовета.
В 1997 году в деревне Заостровье Потанинской волости проживали 17 человек, в 2002 году — 23 человека (все русские).
В 2007 году в деревне Заостровье Потанинского СП — 11.

## География
Деревня расположена в северо-восточной части района на автодороге 41К-384 (Шахново — Вороново — Кириково).
Расстояние до административного центра поселения — 11 км.
Расстояние до ближайшей железнодорожной станции Юги — 15 км.
Деревня находится на берегу Ладожского озера.

## Демография
| 1862 | 2002 | 2007 | 2010 | 2017 |
| ---- | ---- | ---- | ---- | ---- |
| 80   | ↘23  | ↘11  | ↗25  | ↘12  |

### Национальный состав
Согласно данным Всероссийской переписи населения 2021 года в деревне проживали 10 человек, из них: русские — 9, азербайджанцы — 1 человек.

## Улицы
Береговая, Песочная.